# 3917 Franz Schubert
3917 Franz Schubert là một tiểu hành tinh vành đai chính được phát hiện bởi Freimut Börngen ở Tautenburg ngày 15 tháng 2 năm 1961. Nó được đặt theo tên nhạc sĩ Franz Schubert